# الجمعية الدولية للسماء المظلمة
الاتحاد الدولي للسماء المظلمة أو الجمعية الدولية للسماء المظلمة وتُعرف اختصارا بـ IDA، هي جمعية يقع مقرها بالولايات المتحدة؛ فهي منظمة غير ربحية تأسست عام 1988 من قبل العالم الفلكي ديفيد كروفورد جنبا إلى جنب مع الطبيب وهاوي الفلك الآخر تيم. تضم الجمعية عشرات الشخصيات التي تنشط في مجالات مختلفة وتهدف إلى «حماية الليل والبيئة وتراث السماء عندما تكون مظلمة من خلال محاولة تحسين نوعية الإضاءة نهاراً في الهواء الطلق.» جذير بالذكر أن التلوث الضوئي هو نتيجة الإضاءة في الهواء الطلق التي عادة ما تكون غير محمية بشكل صحيح؛ مما يسمح للضوء بالتوجه للسماء ليلا والتأثير على ظلامها. النور الذي يشع في عيون يسمى «الوهج» وهو الضوء الساطع في سماء الليل فوق الأفق والذي عادة ما يكون الوهج السماوي وراءه.

## النهج الرئيسي
تهدف المؤسسة بشكل رئسي إلى رفع مستوى الوعي حول قيمة ظلامية النجوم التي تملأ السماء ليلا كما تهدف المنظمة إلى حماية واستعادة طريق التعليم من خلال التحسيس بالمخاطر والمشاكل والحلول بما في ذلك قوة الإضاءة في الهواء الطلق والممارسات المحببة التي تخلق تلوثا ضوئيا أقل. في عام 2011؛ جمعت المنظمة حوالي 5000 عضو من 70 بلدا.
نتيجة للمخاوف الكبيرة من فقدان ظلامية السماء؛ تعمل منظمة السماء المظلمة مع باقي المنظمات ذات الصلة من أجل جمع بحوث على ضوء الليل وآثار على الصحة البشرية والبيئية نتيجة توهج الضوء الاصطناعي في الليل. تقول الفرضية أن البشر قد تطوروا على مدى آلاف السنين وتعرضوا تقريبا لنفس فترات الضوء والظلام؛ وبالتالي فإن اختلال هذا النظام يمكن أن يسبب اختلالا في التوازن الهرموني في جميع الكائنات الحية وليس البشر فقط.
في القرن الماضي، ارتفعت نسبة الإضاءة الاصطناعية مما تسبب في تخفيض مدة التعرض للظلام وهذا أثر سلبا على الصحة؛ فوجود الضوء في الليل بشكل كبير وعشوائي قد يرتبط بزيادة الإصابة بارتفاع ضغط الدم، اضطراب نقص الانتباه مع فرط النشاط، السمنة، مرض السكري وحتى بعض أنواع السرطان.

## أماكن وفروع المنظة الدولية للسماء المظلمة
إلى تعزيز الوعي حول القضايا IDA لديه الدولية السماء المظلمة الأماكن البرنامج الذي يهدف إلى «حماية مواقع استثنائية الليل محيا للأجيال القادمة».

### أماكن المنظمة الدولية للسماء المظلمة
هذه بعض أهم الأماكن التي تُوجد وتنشط فيها منظمة السماء المظلمة:
- حديقة بيغ بند الوطنية، تكساس في الولايات المتحدة
- متنزه وادي الموت الوطني، كاليفورنيا في الولايات المتحدة
- حديقة تشاكو كالتشر التاريخية الوطنية، نيومكسيكو في الولايات المتحدة
- مختبر إيلان فالاي، ويلز في المملكة المتحدة[4]
- مختبر يونغيانغ الإيكولوجي، محافظة يونغيانغ في كوريا الجنوبية [5]
- مختبر السماء المظلمة، مقاطعة مايو في جمهورية أيرلندا.[6][7]
- المختبر الدولي للسماء المظلمة في أستراليا.[8][9]
- حديقة واتيرتون-غلاشير الوطنية للسلام، ألبرتا في كندا ومونتانا في الولايات المتحدة.[10]
- وادي الرمان، النقب في إسرائيل[11]
- مختبر كارتشنر، أريزونا في الولايات المتحدة[12]
- حديقة شجرة جوشوا الوطنية، كاليفورنيا في الولايات المتحدة[13]

### احتياطيات منظمة السماء المظلمة
هذه قائمة المراكز والأماكن الاحتياطية لمنظمة السماء المظلمة:
- مركز أوراكي ماكنزي الدولي للسماء المظلمة الاحتياطي في الجزيرة الجنوبية بنيوزيلندا.
- المركز الكبير الوطني في فلوريدا، بالولايات المتحدة
- مركز بريكون بيكونز الوطنية في ويلز بالمملكة المتحدة
- مركز وسط ولاية أيداهو للسماء المظلمة الاحتياطي في أيداهو بالولايات المتحدة
- حديقة إكسمور الوطنية في إنجلترا بالمملكة المتحدة
- مركز كيري الدولي للسماء المظلمة في مقاطعة كيري بجزيرة أيرلندا
- المركز الاحتياطي في مونت-ميغانتيك في كيبيك بكندا
- مركز مور الاحتياطي (جنوب داونز)، في إنجلترا
- محمية ناميب راند طبيعية في ناميبيا
- مركز بيك دي ميدي في فرنسا
- محمية فندق رون في ألمانيا
- حديقة سنودونيا الوطنية في ويلز
- متنزه ويستهافيلند الطبيعي في ألمانيا

### مقر فروع المنظمة الدولية للسماء المظلمة
هذه هي مقرات فروع منظمة السماء الدولية للسماء المظلمة:
- فلاغستاف في الولايات المتحدة الأمريكية (عام 2001)
- بوريغو سبرينغ في كاليفورنيا بالولايات المتحدة الأمريكية (عام 2009)
- سارك في جزر القنال الإنجليزي (عام 2011)
- هومر غلن في إلينيوس بالولايات المتحدة الأمريكية (عام 2011)
- كول في هبرديس الداخلية باسكتلندا (عام 2013)[14]
- نازف سبرينغز في الولايات المتحدة الأمريكية (عام 2014)
- شواطئ بيفرلي في إنديانا بالولايات المتحدة الأمريكية (عام 2014)[15]
- سيدونا في الولايات المتحدة الأمريكية (عام 2014)[16]
- ويستكليف في سيلفر كليف بكولورادو في الولايات المتحدة الأمريكية (عام 2015)[17]
- جبل الرعد في أريزونا بالولايات المتحدة (عام 2015)[18]
- بون أكورد في ألبرتا بكندا (عام 2015)[19]
- الحديقة الكبيرة في قرية أوك كريك بولاية أريزونا (عام 2014)
- هورسشو باي (عام 2015)
- موفات في اسكتلندا (عام 2016)
- ريفر أوكس في تكساس (عام 2017)
- كيتشوم (عام 2017)
- مون في الدنمارك (عام 2017)
- فاونتن هيلز (عام 2018)
- توري في يوتا (عام 2018)